# Armée de terre tchadienne
Pour les autres articles nationaux ou selon les autres juridictions, voir Armée de terre.
L'Armée de terre tchadienne est la composante terrestre de l'Armée nationale tchadienne. Il s'agit de la branche la plus importante des forces armées du Tchad. En 2011, elle comptait 8 000 militaires.

## Histoire
Historiquement, le Tchad a eu l'une des armées les plus puissantes de la région du Sahara, plus grande que l'armée malienne ou centrafricaine, avec un total de 25 000 à 30 000 soldats. Le Tchad a été impliqué dans le cadre de la Force opérationnelle multinationale mixte dans la lutte contre l'insurrection de Boko Haram, en déployant des troupes au Niger et au Mali. Un autre rôle commun de l'armée tchadienne a été de réprimer les rébellions contre le gouvernement central du Tchad.

## Équipement
L'armement des soldats tchadiens est d'origine française ou russe mais aussi en moindre mesure belge, chinoise, israélienne, serbe, turques ou américaines. Certaines armes soviétiques proviennent de prises sur l'armée libyenne lors de la guerre des Toyota.

### Véhicules
| Véhicule                                     | Type                              | En service |
| -------------------------------------------- | --------------------------------- | ---------- |
| Type 59G                                     | Char moyen                        | ?          |
| T-54/55                                      | Char moyen                        | 60         |
| BMP-1                                        | véhicule de combat d'infanterie   | 83         |
| BTR-3E                                       | véhicule de combat d'infanterie   | 8          |
| BTR-60                                       | véhicules de transport de troupes | 20         |
| BTR-80                                       | véhicules de transport de troupes | 24         |
| Panhard AML-90Eland MK 7                     | blindé léger                      | 62~20      |
| Ejder Yalcin                                 |                                   | 20         |
| ERC-90 Sagaie                                | blindé léger                      | 12,        |
| Cadillac Gage Commando (avec canon de 90 mm) | blindé léger                      | 9          |
| WZ-523 (en)                                  | véhicule de transport de troupes  | 8          |
| RAM-2000 (en)                                | véhicule de reconnaissance armée  | 31-42      |
| EE-9 Cascavel                                | véhicule blindé de reconnaissance | 20         |
| ZFB-05 (en)                                  | véhicule blindé léger             | 5          |
| Carat (en) Black Scorpion                    | véhicule de transport de troupes  | ~10        |
| Véhicule de l'avant blindé                   | véhicule de transport de troupes  | 20-40      |
| Bastion PATSAS                               | véhicule de transport de troupes  | 22,        |
| ACMAT VLRA                                   | camion                            | 110+       |
| ACMAT ALTV (en)                              | pick-up                           | ~20        |
| Auverland TC-10                              | 4x4 léger                         | 180        |

### Artillerieet défense sol-air
| Modèle                        | Type                     | En service        | Remarque            |
| ----------------------------- | ------------------------ | ----------------- | ------------------- |
| BM-21 Grad                    | lance-roquette multiple  | 6                 |                     |
| Type 81 (lance-roquette) (en) | lance-roquette multiple  | 5                 |                     |
| 2S1 Gvozdika                  | obusier automoteur       | 10                |                     |
| Obusier M101 de 105 mm        | obusier de campagne      | 5                 |                     |
| Brandt AM-50 120mm            | mortier lourd            | [ 5 ]             |                     |
| ZPU-4                         | canon anti-aérien        | [ 5 ]             |                     |
| ZU-23                         | canon anti-aérien        | [ 5 ]             |                     |
| SA-6 Gainful                  | missile sol-air          | [ 5 ]             | capturés à la Libye |
| SA-13 Gopher                  | missile sol-air          | [réf. nécessaire] | capturés à la Libye |
| SA-7A (9K32 Strela)           | missile sol-air portable | [réf. nécessaire] |                     |

### Moyens anti-chars
| Modèle               | Type                    | En service |
| -------------------- | ----------------------- | ---------- |
| Canon sans-recul M40 | canon sans-recul        | [ 5 ]      |
| Milan                | missile antichar        | [ 5 ]      |
| Eryx                 | missile antichar        | [ 5 ]      |
| RPG-7                | lance-roquette antichar |            |